# 용등사해
용등사해(龍騰四海: Gun And Rose)는 홍콩에서 제작된 곽요량 감독의 1992년 액션, 범죄, 드라마 영화이다. 유덕화 등이 주연으로 출연하였다.

## 출연

### 주연
- 유덕화
- 등광영
- 임달화
- 여명

### 조연
- 진혜민
- 이려진
- 오가려
- 정동
- 임보이
- 전풍
- 진법용

## 제작진
- 의상: 마지명